# Gare de Yugawara
La gare de Yugawara (湯河原駅, Yugawara-eki) est une gare ferroviaire située à Yugawara, dans la préfecture de Kanagawa au Japon. Elle est exploitée par la JR East.

## Situation ferroviaire
La gare de Yugawara est située au point kilométrique (PK) 99,1 de la ligne principale Tōkaidō.

## Histoire
La gare a été inaugurée le 1er octobre 1924.

## Services aux voyageurs

### Accès et accueil
La gare dispose d'un bâtiment voyageurs, avec guichet, ouvert tous les jours.

### Desserte
- Ligne principale Tōkaidō :
  - voie 1 : direction Atami

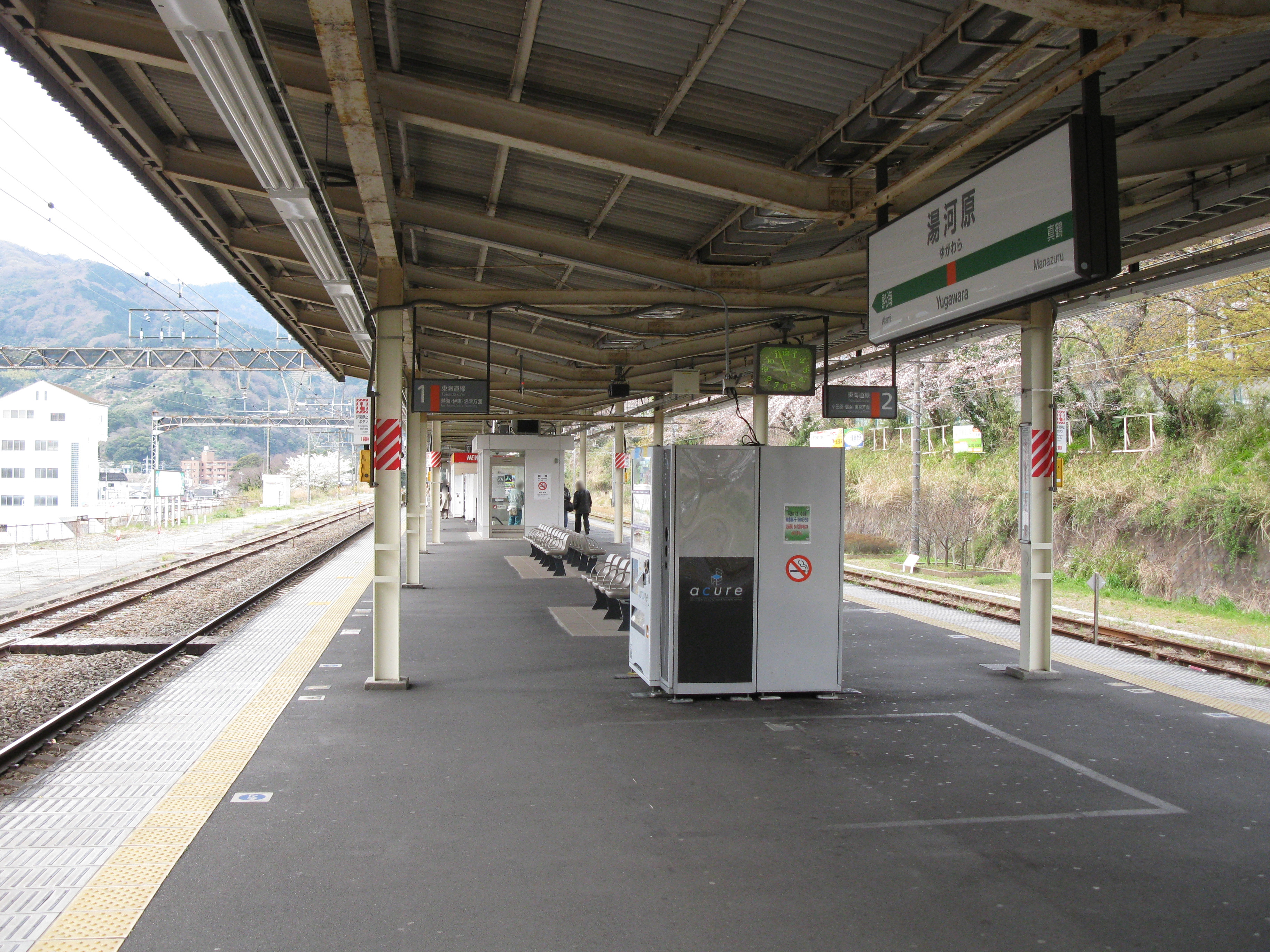
Vue du quai de la gare

  - voie 2 : direction Odawara, Yokohama, Tokyo et Ōmiya